# Alum (Texas)
Alum est une ville fantôme située dans le comté de Wilson, au Texas, aux États-Unis. C'est un secteur non constitué en municipalité établi vers 1900 qui fut nommé ainsi en raison de l'Alum Creek (Cibolo Creek) (en), un cours d'eau. En 1910, il ne restait que 25 habitants. Aujourd'hui il n'en reste que l'église et quelque maisons en ruines.